# Weinheim (Bergstr)
Weinheim – stacja kolejowa w Weinheim, w kraju związkowym Badenia-Wirtembergia, w Niemczech. Znajdują się tu 3 perony.